# Larsmo baptistförsamling
Larsmo baptistförsamling är en baptistförsamling i Larsmo i Österbotten i Finland. Församlingen grundades den 9 maj 1874 med Anders Eriksson Kackur som föreståndare.

## Föreståndare
- 1874–1876: Anders Eriksson Kackur
- 1907–1912: J. Fors
- 1914–1917: Johannes Söderman
- 1919–1929: John Swordon
- Emil Nylund
- 1936–1938: Alfons Sundqvist
- 1945–1946: John Lundberg
- 1948–1956: Hugo Holmlund
- 1957–1958: Ernst Jacobson
- 1959–1965: Rafel Edström
- 1966–1972: Ruben Johansson
- 1973–1974: Carl-David Wallin